# Neuradaceae
Neuradaceae je čeleď vyšších dvouděložných rostlin z řádu slézotvaré (Malvales). Jsou to pouštní a polopouštní jednoleté byliny, rozšířené v suchých oblastech severní a jižní Afriky a od Arábie po Indii.

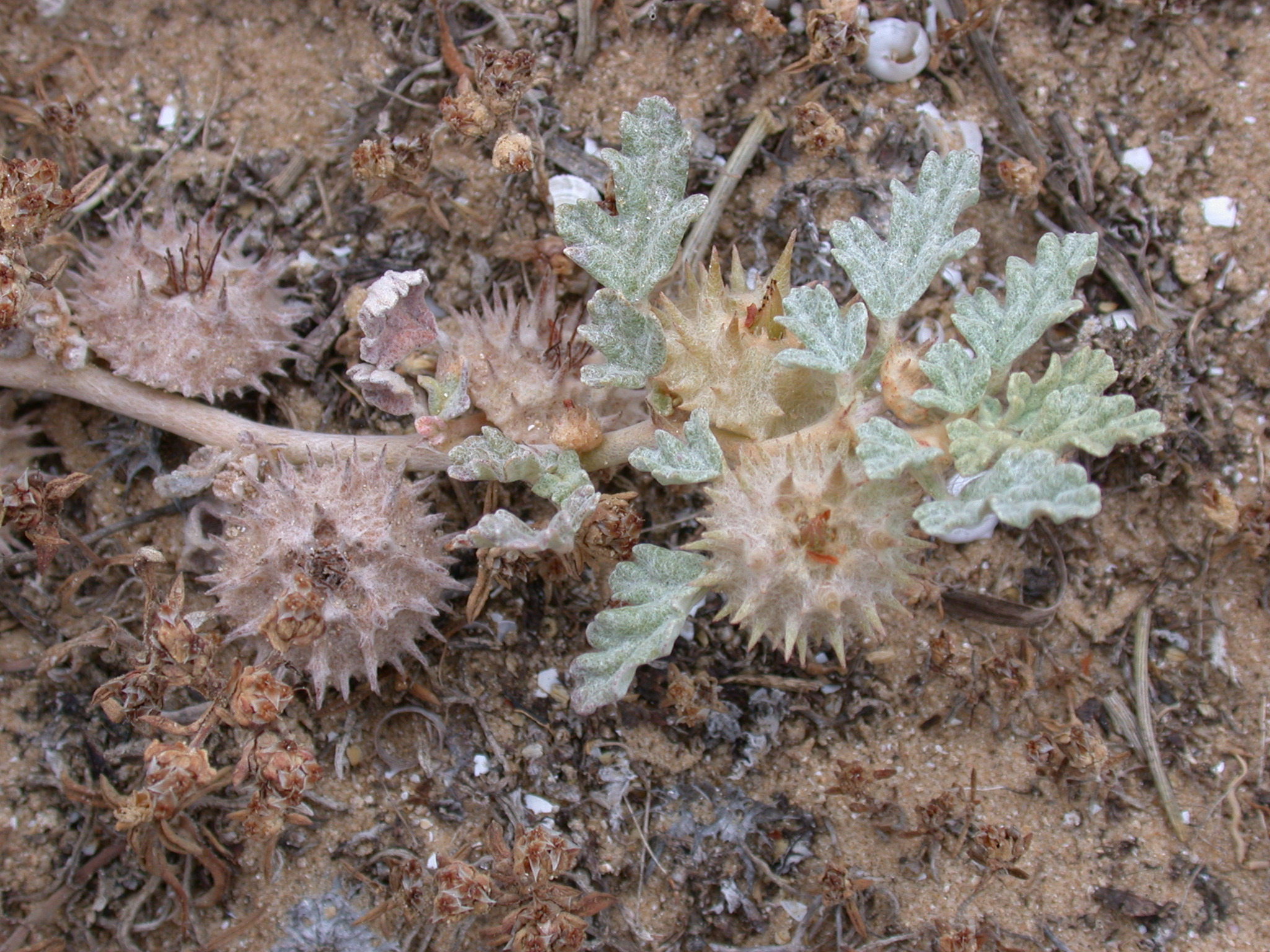
Neurada procumbens

## Popis
Neuradaceae jsou jednoleté plazivé byliny až polokeříky s jednoduchými střídavými listy. Čepel listů je celistvá nebo zpeřeně laločnatá, se zubatým nebo pilovitým okrajem. Květy jsou pravidelné, pětičetné, s češulí. Kališní i korunní lístky jsou volné. Tyčinek je 10 a jsou volné. Semeník je spodní nebo polospodní, srostlý z 10 plodolistů a částečně rozdělený na 10 komůrek. Většinou bývá několik plodolistů redukovaných, s abortovanými vajíčky. Čnělky jsou volné, s hlavatými bliznami. Plodem je tobolka, někdy interpretovaná jako souplodí měchýřků.

## Rozšíření
Čeleď Neuradaceae zahrnuje 10 druhů ve 3 rodech. Je rozšířena od severní Afriky včetně Sahary před Arábii po Indii a v jihoafrickém Kapsku. Druhy této čeledi vyhledávají suchá až pouštní stanoviště.

## Taxonomie
Nástup molekulárních metod přinesl do zařazení čeledi Neuradaceae výraznou změnu. V klasických taxonomických systémech byla řazena do řádu růžotvaré (Rosales), podle kladogramů APG je bazální větví řádu slézotvaré (Malvales).

## Přehled rodů
Grielum, Neurada, Neuradopsis